# Anarkotyranni
Anarkotyranni (engelska "Anarcho-tyranny") är en syntes av de två motsatserna anarki och tyranni.

## Historia och definition
Begreppet anarkotyranni myntades av Samuel T. Francis 1992.
The National Review summerade begreppet 2011 som "'anarkotyranni' beskriver ett dysfunktionellt tillstånd där staten är anarkiskt hopplös på att hantera större frågor men skoningslöst tyrannisk i upprätthållandet av små frågor." Francis beskrev det som "statens misslyckande att upprätthålla lagar samtidigt som den kriminaliserar laglydiga och oskyldiga."

## Användning och exempel
Lew Rockwell skrev 2003 med hänvisning till Irakkriget att en sådan stat belyser "det primära fokuset för styret i varje regim: att behålla och stärka sitt monopol över statens maktmedel, och samtidigt förskjuta och eliminera möjliga konkurrenter till makten."
Chilton Williamson, Jr. skrev 2005 att "anarkotyranni handlar om att konsolidera och expandera rå makt, inte att förverkliga en ideologisk vision", och jämförde det i det hänseendet med amerikansk kapitalism i sin postmoderna form. Han kontrasterade anarkotyranni med vad han kallade libertinepuritanism (eller Puritanlibertinism), vilken han såg exemplifieras i den dystopiska romanen Du sköna nya värld (1932), och för vilken makt är sekundär men att både anarkotyranni och libertinepuritanism strävar efter att uppnå tyranni och därför är desamma i hänseendet av medel.
Francis menade att "Anarkotyranni är helt och hållet avsiktligt, en kalkylerad transformering av statens funktion från att skydda sina laglydiga medborgare till en stat som i bästa fall behandlar sina laglydiga medborgare som en social patologi, och i värsta fall som en fiende." Syftet är att skapa en illusion av att staten gör sitt jobb.
David Kopel skrev 2005 hur New Orleans medborgare utsattes för anarkotyranni efter orkanen Katrina då lagligt ägda vapen konfiskerades samtidigt som stadens myndigheter misslyckades att förhindra plundring. Mark Krikorian skrev 2014 att konceptet anarkotyranni perfekt beskrev hur legala immigranter till USA missgynnades av immigrationspolicyn DACA.
När Francis avled 2005 var hans foto på omslaget till Chronicles: A Magazine of American Culture i aprilnumret "Anarcho-Tyranny: The Perpetual Revolution". och en artikel av Francis publicerades. Magasinet har därefter skrivit om ämnet flera gånger genom skribenter som Srđa Trifković (2005), Thomas Fleming (2005 och 2014), Eugene Girin (2014), John Seiler (2014) och Tom Zoldak (2020)
Begreppet har även använts av till exempel Jerry Pournelle (2003), Kevin D. Williamson (2014 och 2017), Justin Raimondo (2017) och flera andra skribenter genom åren.
Pedro L. Gonzalez skrev 2022 i Newsweek om den amerikanska rättsapparatens selektiva upräthållande av lagen att begreppet var "en passande beskrivning för vad som händer i USA dessa dagar."
Ed Kilgore skrev 2023 i Intelligencer att "'Anarkotyranni' bara är ett sätt för högern att rationalisera laglöshet."
Noah Lanard skrev 2023 i Mother Jones att begreppet var "den lins genom vilken den suddiga vreden av MAGA kan förstås"

## Fotnoter